# Nick Watney

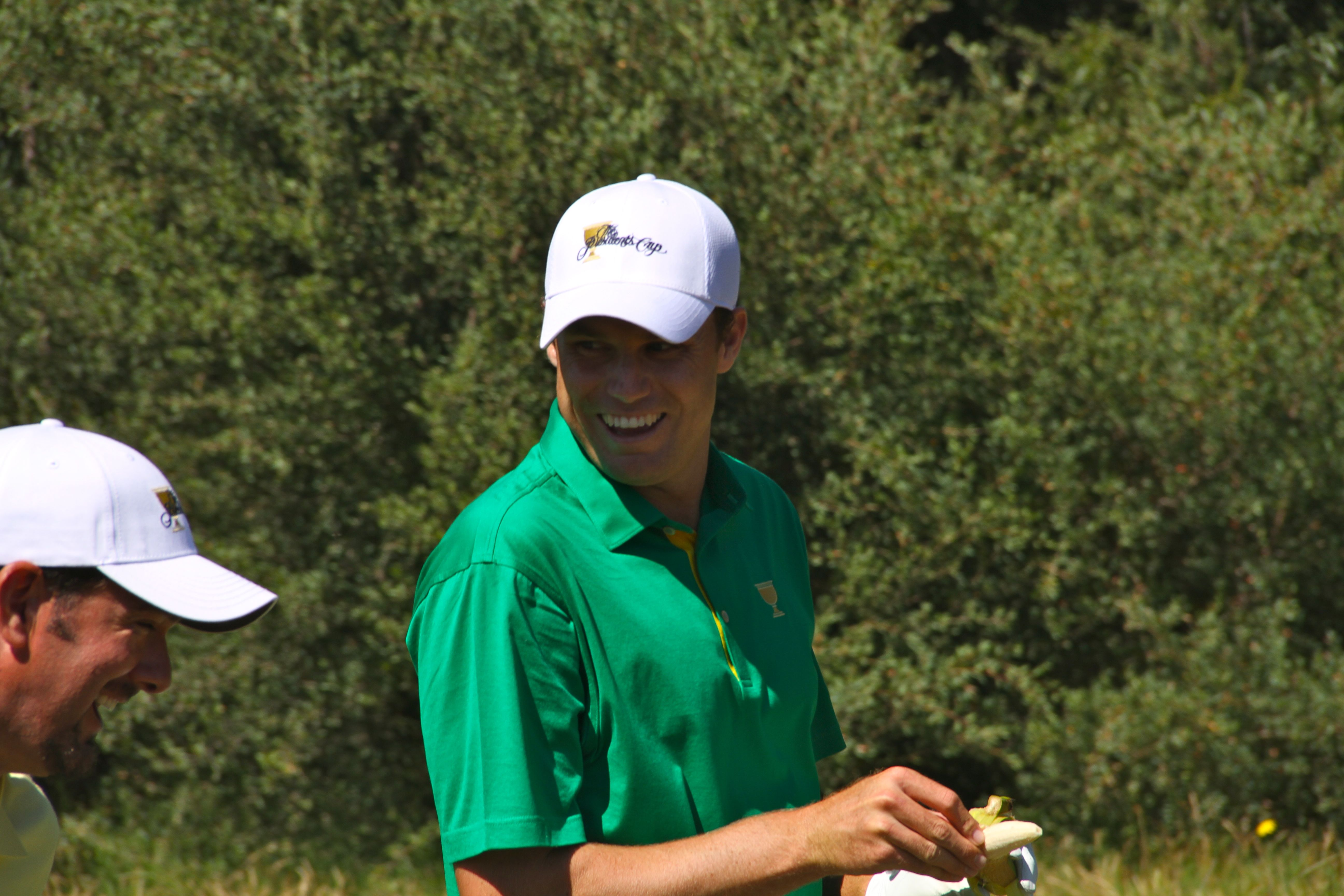
Nick Watney

Nicholas Alan Watney (Sacramento, 25 april 1981) is een professioneel golfer uit de Verenigde Staten.
Nick Watney groeide op in Californië, en zat op de Davis Senior High School in Davis, 23 kilometer ten westen van Sacramento. Daarna studeerde hij aan de California State University - Fresno onder leiding van zijn oom Mike Watney, die in de 70'er jaren op de Amerikaanse Tour speelde. 

## Professional
Watney werd in 2003 professional. Dat jaar behaalde hij in Canada zijn eerste overwinning. De Chitengwa Memorial werd gespeeld omdat in 2002 plotseling de 26-jarige Zuid-Afrikaan Lewis Chitengwa, speler op de Canadese PGA Tour, aan meningitis was overleden. 
In 2004 speelde hij op de Nationwide Tour en won daar hat laatste toernooi van het jaar. In 2005 mocht hij hierdoor op de PGA Tour spelen.
De eerste twee jaren verliepen moeizaam maar in 2007 kwam de eerste overwinning. Hij stond ineens in de top-100 van de wereldranglijst, en na zijn volgende overwinning stond hij op de 76ste plaats.
Begin 2010 klom hij verder en begin februari stond hij op 33, ruim voldoende om de WGC - MAtchplay te mogen spelen. Daar won hij met 4&3 van Yuta Ikeda en met 2&1 van Lee Westwood, voordat hij in de derde ronde op de laatste hole verloor van Retief Goosen.

### Gewonnen
Canadian Tour
- 2003: Lewis Chitengwa Memorial Championship

Nationwide Tour
- 2004: Nationwide Tour Championship

Elders
- 2005: Callaway Golf Pebble Beach Invitational

PGA Tour
- 2007: Zurich Classic of New Orleans (-15)
- 2009: Buick Invitational (-11)
- 2011: WGC - CA Kampioenschap, AT&T National
- 2012: The Barclays

### Teams
- World Cup: 2009